# Mídia removível

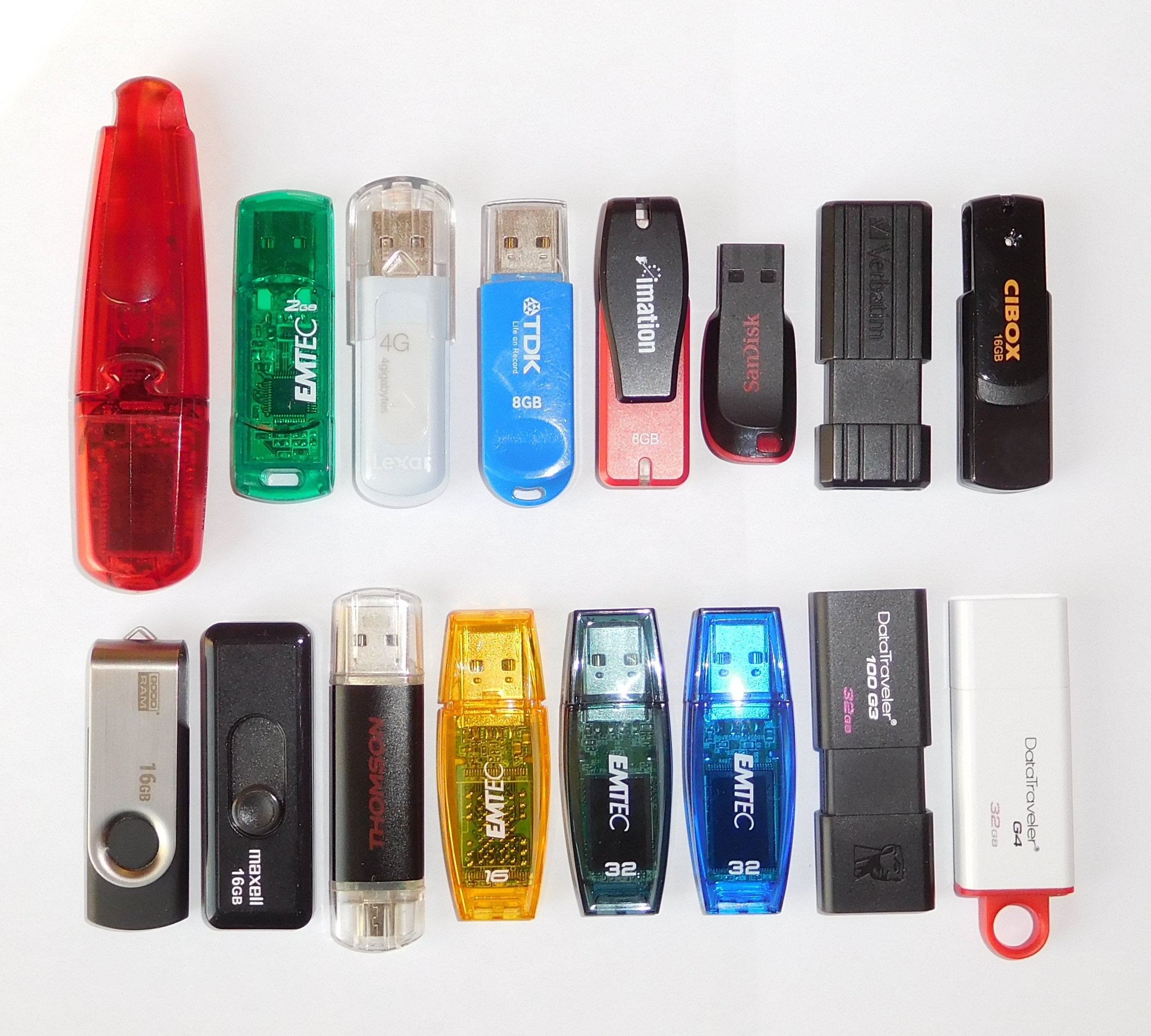
Imagem ilustrativa

Dentre as formas de armazenagem na informática, a mídia removível ou mídia física se refere ao tipo de memória que pode ser removida do seu aparelho de leitura, conferindo portabilidade para os dados que carrega. Um drive removível é um leitor deste tipo de mídia. Estes não podem ser confundidos com discos removíveis, que são drives de armazenamento próprio, que se destacam totalmente de suas bases.
Alguns tipos de mídia removível são guardados em cartuchos que protegem os dados móveis com superfícies sensivas da poeira, umidade e desgaste. Os Cartuchos são recintos necessários quando o próprio meio é demasiado frágil para ser tratado diretamente (como os discos Zip e disquetes), mas às vezes são desenvolvidos para reduzir o custo do componente (como acontece com os discos compactos e mais tarde gerações de mídia de DVD-RAM).
A mídia removível permanece o meio mais comum de distribuição de software para computadores pessoais, tendo o disco compacto desbancado o disquete durante os anos 90.
Alguns tipos de mídias removíves: o CD-R (do inglês Compact Disc - Recordable), o  disquete, significando disco flexível; o DVD significa Digital Versatile Disc (antes denominado Digital Video Disc); a Memória USB Flash Drive, também designado como Pen Drive, entre outros.